# SoftBank 930P
SoftBank 930P（ソフトバンク きゅう さん ゼロ ピー）は、パナソニック モバイルコミュニケーションズによって開発された、ソフトバンクモバイルの第三世代携帯電話 (SoftBank 3G) 端末である。

## 特徴
ソフトバンクモバイル向けでは、3代目となるVIERAケータイ。NTTドコモ向けのP-01Aとほぼ同じような機能を持つ。
P-01Aとの違いはデザインが背面にミラーパネルを採用したのと、SoftBank向け機種に搭載されているメディアジャンプボタンを搭載している事である。
P-01Aと同様に、縦開き時と横開き時で、シートにより、キーの向きが変わる「2WAYキー」を搭載。横画面でもすべての操作が行える。また、ソフトバンク向けのPケータイでは初めてヒカリドロップスを搭載。またP-01Aと同じく音楽再生でソフトバンクケータイで最長108時間の音楽再生も可能（SDオーディオ）
「OpenGL® ES」を搭載し、「機動戦士ガンダム 逆襲のシャア」などのリアル3Dゲームを楽しめる。

## 主な機能・サービス
| 主な対応サービス         | 主な対応サービス       | 主な対応サービス                      | 主な対応サービス |
| ------------------------ | ---------------------- | ------------------------------------- | ---------------- |
| S!一斉トーク             | S!ともだち状況         | Yahoo!mocoa                           |                  |
| S!ループ                 | S!タウン               | S!速報ニュース                        |                  |
| PCサイトブラウザ         | 電子コミック           | S!アプリ(メガアプリ、 リアル3Dゲーム) |                  |
| 着うたフル/着うた        | デコレメール           | S!電話帳バックアップ                  |                  |
| S!FeliCa                 | ミュージックプレイヤー | S!GPSナビ                             |                  |
| コンテンツおすすめメール | TVコール               | 国際ローミング                        |                  |
| ワンセグ                 | 3G ハイスピード        | S!おなじみ操作                        |                  |

## 歴史
- 2008年12月10日 - JATE(電気通信端末機器審査協会）の認定を通過。
- 2009年1月29日 - ソフトバンクモバイルより発表。
- 2009年1月30日 - 発売開始

## 不具合
- 2009年3月19日に以下の不具合を修正するソフトウェアの更新がなされた。
  - 特定のデコレテンプレートをダウンロードすると、電源がリセットする場合がある
  - バッテリーの使用時間が短くなる場合がある
- 2009年5月28日に以下の不具合を修正するソフトウェアの更新がなされた。
  - ブラウザ使用中に特定の操作で端末がリセットする場合がある
- 2010年4月19日に以下の不具合を修正するソフトウェアの更新がなされた。
  - 海外（GSMエリア）のエリア内でも圏外状態のままになる場合がある
- 2010年8月5日に以下の不具合を修正するソフトウェアの更新がなされた。
  - モバイルSuicaアプリが起動できない場合がある
- 2012年4月24日に以下の不具合を修正するソフトウェアの更新がなされた。
  - ネットワークの状況などにより、コンテンツのダウンロードに失敗してしまう場合がある。